# Mr. Freeze (comics)
Pour les articles homonymes, voir Mr. Freeze.
Victor Fries  est un personnage de fiction créé par Bill Finger, Sheldon Moldoff et Dave Wood dans le comics Batman #121 en 1959. Lorsqu'il revêt son costume réfrigéré, il porte le nom de Mister Freeze.
Originellement un super-vilain de seconde zone, principalement utilisé comme élément comique et nommé Mr Zero, le personnage a été complètement revu dans Batman, la série animée de 1992, où on lui donne une origine tragique et une personnalité plus complexe. Cette nouvelle incarnation a eu beaucoup plus de succès, et la version du comic a été modifiée pour y correspondre.

## Biographie fictive
Victor Fries est un savant respectable, expert reconnu en cryogénie, lorsque sa femme, Nora Fries, tombe gravement malade. Ne trouvant pas de remède, il la cryogénise afin de la préserver en attendant qu'il puisse la soigner. Il travaille alors pour la compagnie de Ferris Boyle. Victor utilise illégalement l'équipement de la compagnie pour préserver sa femme. Lorsque Boyle l'apprend, il envoie des hommes de mains pour débrancher l'appareil de Nora, mais Victor Fries s'y oppose. À la suite de l'altercation, Fries est poussé dans des produits chimiques qui ont pour conséquence de transformer son corps. Après cet accident, Victor Fries n'a plus la capacité de survivre dans un environnement au-dessus de 0 °C.
Par la suite, Mr Freeze veut se venger de Boyle, mais Batman intervient. Durant le combat qui s'ensuit, Mr. Freeze tire avec son fusil de glace sur la capsule de Nora. Celle-ci se brise et tue sa femme. Mr Freeze tient Batman pour responsable de la mort de Nora et jure de se venger en détruisant ce qu'il veut protéger : Gotham City.
Mr Freeze finira par soigner Nora.

### Biographie alternative

#### Batman(1960)
Dans la série télévisée Batman des années 1960, Mr Freeze est connu sous le nom de Schivel, génie criminel de Gotham City. Lors d'une tentative d'arrestation, il est accidentellement aspergé de « gel instantané » par Batman. Son organisme est alors condamné à rester sous une très basse température.

#### DC Animated Universe
Dans Batman, la série animée, Victor Fries qui gardait sa femme Nora cryogénisée à la Gothcorp où il travaillait, dans l'espoir un jour de pouvoir la soigner du mal incurable qui risquait de la tuer, est victime d'un accident par la faute du PDG de l'entreprise, Ferris Boyle, soucieux des dépenses que Fries engendrait en se fichant éperdument du sort de sa femme. Fries tomba en contact avec des produits chimiques qui transforma son corps en le rendant incapable de survivre dans une atmosphère au-dessus de 0 degré, accident qui tua aussi (supposément) la femme de Fries dans le coma. Devenu le criminel Mr Freeze, il tentera de tuer Boyle pour se venger, mais sera arrêté par Batman.
Plus tard, le corps de Mister Freeze s'est désagrégé. Il ne lui reste plus que sa tête qui se déplace soit grâce à son costume, soit grâce à des pattes arachnéennes qui se déploient à la base du cou. À cause de cette dégradation corporelle, il n'est pas allé voir sa femme quand elle fut guérie. Cette dernière lassée d'attendre Victor a fini par se remarier.
Dans la série Batman, la relève, on libère la tête de Freeze qui a été enfermée vivante durant 50 ans. Lorsqu'on lui propose de participer à une expérience pour redevenir humain, Victor accepte. Il utilise aussi l'argent qui était resté sur un compte en banque et dont les intérêts ont couru depuis son incarcération, pour dédommager autant que possible ses anciennes victimes. Mais l'expérience finit par échouer et Victor redevient Mister Freeze, en quête de vengeance face à ceux qui lui promettaient une nouvelle vie et qui ont tenté de le tuer. Lassé de la tristesse de sa vie, il se donnera la mort.

#### Batman(2004)
Dans la série Batman, Victor Fries est un cambrioleur qui, à la suite d'un accident dû à Batman, est plus ou moins cryogénisé. Il se relève, ni mort ni vivant, utilisant ses pouvoirs pour ses propres intérêts.

#### Batman: Arkham
Dans la série des jeux Batman: Arkham, Victor Fries était un employé de Gothcorp, travaillant sur un projet secret d'armes cryogéniques pour le compte de Ferris Boyle, le président de Gothcorp, en échange de quoi ce dernier financerait ses recherches pour soigner Nora Fries, la femme de Victor, souffrant de la maladie de Huntington, et qui fut cryogénisée par ce dernier pour la préserver. Cependant Boyle était plus intéressé par la conception des armes que de soigner Nora, Fries décida alors de poursuivre ses recherches à l'insu de Boyle. Ce dernier le découvre et décide de mettre fin aux recherches de Victor, lors d'une altercation, un fusil cryogénique expérimental s'active accidentellement et tire sur un réservoir de liquide cryogénique qui explose gelant un garde et altère le métabolisme de Fries et d'un autre garde, seul Boyle a échappé à l'explosion, et mit le labo en quarantaine. Fries découvre, par la mort du deuxième garde qui essayait de s'échapper, que son corps ne supporte plus une température au-dessus de 0 °C, il se confectionne une armure alimenté d'un puissant liquide réfrigérant pour maintenir sa température corporelle en dessous de 0 °C. Dans le contenu téléchargeable Cold, Cold Heart  de Batman: Arkham Origins, Victor Fries, renommé Mr. Freeze, fais équipe avec le Pingouin et attaque le manoir Wayne en plein réveillon, alors que Ferris Boyle recevait le prix de l'humaniste de l'année. Freeze captura Boyle pour qu'il libère sa femme, Batman intervient et est en difficulté face à ce nouvel adversaire, il enquêtera également sur le projet d'armes de Gothcorp et découvre le vrai visage de Ferris Boyle. Équipé d'une nouvelle tenue lui permettant de supporter des températures extrêmes, il parvient à neutraliser Freeze et faire arrêter Ferris Boyle.

#### La Ligue des justiciers: Dieux et Monstres
Dans La Ligue des justiciers : Dieux et Monstres son homologue est tué par Batdroid et n'a jamais été Mr Freeze.

## Description

### Physique

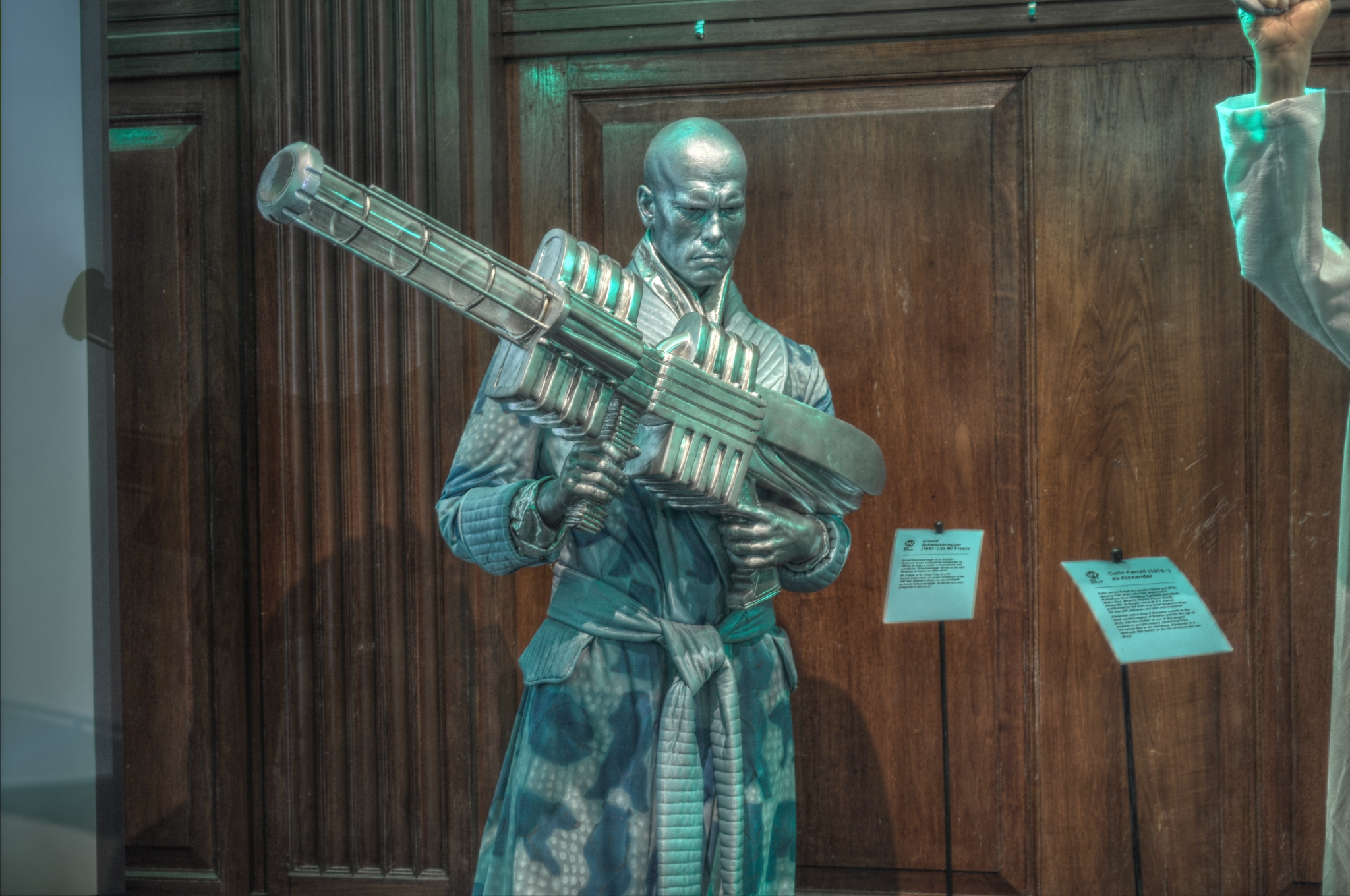
Statue de cire de Mr.Freeze provenant du film Batman and Robin

Mister Freeze porte une armure en forme scaphandre de plongée, réfrigérée pour le maintenir en vie, ainsi que des lunettes thermiques. Il a généralement la peau blanche ou bleue et est chauve.
Dans les derniers temps, dans Batman, la série animée, il ne lui reste plus que sa tête, le reste de son corps s'étant désagrégé, qu'il a greffé sur un robot arachnoïde qui peut se placer au sommet d'un scaphandre obéissant alors à sa volonté.
Au début de Batman, la relève, il ne subsiste de lui que sa tête encore conservée dans son bocal cryogénique, et maintenu artificiellement en vie (ce qui reste un mystère). Dans cet épisode, les scientifiques de Powers ont réussi à transplanter son esprit dans un nouveau corps (physiquement proche de celui d'origine), or beaucoup plus tard, il s'est avéré que c'était un échec, car l'esprit avait conservé la mémoire de l'ADN modifié de Freeze, ce qui a eu pour conséquence de réactiver son syndrome et de le rendre de nouveau  hypersensible à la chaleur et insensible au froid.

### Personnalité
Mr Freeze se dit dépourvu de sentiments, mais il semble qu'une humanité persiste en lui, que Batman réussit parfois à raisonner.
Il est à plusieurs moments possédé par un farouche désir de vengeance vis-à-vis de ceux qui lui ont fait du mal, et n'hésite pas à tuer froidement pour ça.
Enfin, il est éternellement attaché à sa femme Nora.
Au contraire des grands criminels de Gotham City, Victor Fries n'agit que dans un seul et unique intérêt : sauver sa femme Nora. Rien d'autre n'a d'intérêt à ses yeux et peu lui importe la vie des autres si cela lui permet de réaliser son objectif (cf Batman et Mr Freeze : Subzero).
Toutefois, il a su se montrer capable de sentiments envers un jeune inuit de 12 ans : Kunak, le prenant sous son aile et lui apportant de quoi manger, c'est d'ailleurs dans Batman : Subzero qu'il dira à Batman de mettre à l'abri le petit et sa femme, avant que la plate-forme pétrolière n'explose. Ce sont les deux personnes pour lesquelles Freeze a été capable de sentiment.
Plus tard, dans Batman, la relève, lorsque Freeze a été transplanté dans son nouveau corps avant que celui-ci ne dégénère, il a su montrer qu'il avait du remords et a voulu se servir de l'argent de ses anciens méfaits pour faire le bien autour de lui et créer la fondation Nora Fries en l'honneur de sa femme.
C'est ce qui rend sa personnalité si complexe car il n'est ni un psychopathe ni un vulgaire criminel ni même un terroriste, dans le sens où sa motivation principale était de ramener sa femme à la vie, ensuite la détérioration de son corps l'aurait certainement rendu aigri envers la société, ce qui l'a poussé plus tard à commettre des actes criminels (dont il se repent plus tard). De plus, à la fin de l'épisode où il apparaît dans Batman, la relève, il décide d'en finir une fois pour toutes et de mourir dans l'explosion qu'il a généré, se sachant perdu physiquement et voyant cela comme une occasion de se racheter complètement.

### Pouvoirs et capacités
Reconnu pour son intolérance aux températures chaudes, voire tempérées, il ne peut survivre que grâce à l'aide d'une combinaison spécialement conçue pour garder son corps à une température extrêmement basse, ce qui a pour effet de tripler sa force physique. De plus, un arsenal de canons cryogéniques lui permet de figer ses adversaires en glace.
Mr. Freeze est également un scientifique compétent dans de multiples domaines, sa spécialité est la cryogénie, un intérêt qui a commencé à un âge précoce. Son habileté lui a permis de mettre sa femme en animation suspendue et faire de multiples armes cryogéniques.

## Création du personnage
Mr. Freeze est un ennemi du justicier masqué Batman ayant sa première apparition sous le nom de Mr. Zero en février 1959 dans le numéro 121 du comics Batman.

### Origine du nom
Il s'appelle Victor Fries, qui se lit freeze [friz]. Mister Freeze est en fait un jeu de mots avec son nom d'origine.

## Œuvres où le personnage apparaît

### Télévision

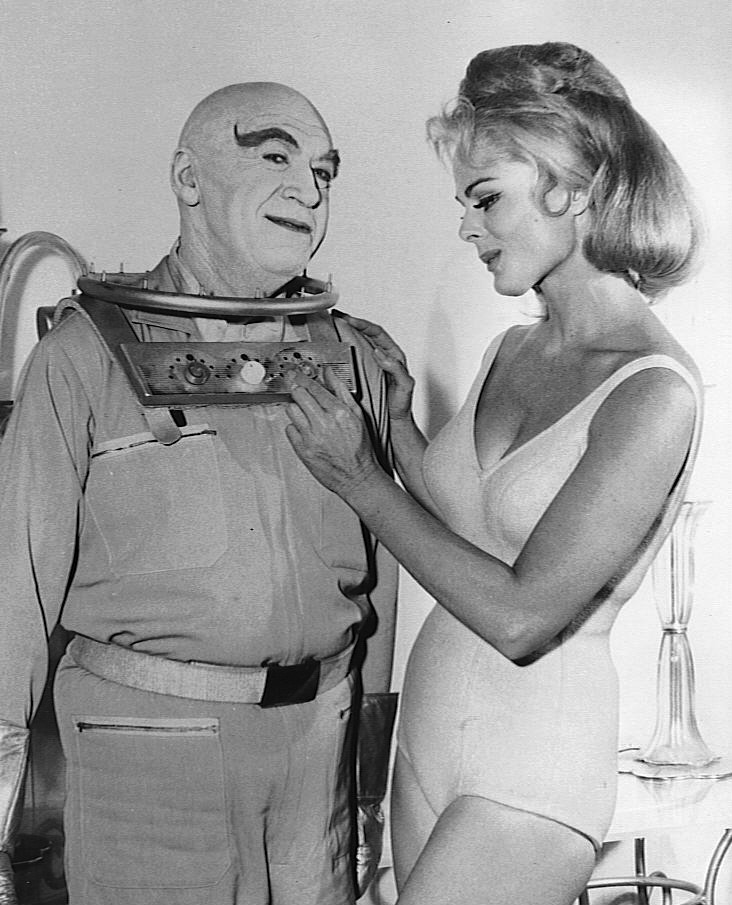
Otto Preminger est le premier des trois comédiens à interpréter Mr. Freeze dans la série Batman de 1966. Se trouve également sur la photo, Dee Hartford, l'interprète de Miss Iceland dans la série.

Entre 1966 et 1967, il est successivement interprété par Otto Preminger, George Sanders et Eli Wallach dans la série Batman portée par Adam West.
Il apparait dans les séries  The Batman/Superman Hour (1968-1969) et The New Adventures of Batman (1977).
Montré comme un savant fou dans les comics, le personnage voit son histoire étoffée dans la série d'animation Batman de 1992, première œuvre du DC Animated Universe. L'épisode Heart of Ice (en) écrit par Paul Dini explique qu'il a dû cryogéniser sa femme Nora, souffrant d'une maladie incurable et qu'il est devenu un criminel afin de récolter assez d'argent pour trouver un remède,,,. Cette réinvention du personnage sera reprise dans les comics, et autres adaptations du personnage,. Pour ce qui est de son apparence, c'est Mike Mignola qui s'est occupé du personnage. Le personnage revient dans d'autres série du DC Animated Universe, en 1997 dans la série Batman lancée la même année, puis en 1999 dans Batman Beyond. Il est interprété par le comédien Michael Ansara, qui lui donne une voix plate et robotique.
Joué par Clancy Brown, il apparait occasionnellement entre 2004 et 2007 dans la série d'animation The Batman de Duane Capizzi et Michael Goguen.
En 2010, Keith Szarabajka lui prête sa voix en 2010 dans le pilote de la série d'animation Young Justice, puis en 2011 dans le onzième épisode de la série. Également en 2010, Eric Bauza lui prête sa voix dans The Joker's Playhouse de la game DC Super Friends (en).
Interprète de plusieurs personnages dans la série, John DiMaggio lui prête sa voix en 2011 dans Batman: The Brave and the Bold.
Absent dans une œuvre en prise de vues réelles depuis dix-huit ans, le personnage est interprété entre 2015 et 2018 par Nathan Darrow (en) dans la série Gotham, série centrée sur le futur commissaire du GCPD, James Gordon.
Peter Stormare lui prête sa voix dans le dix-septième épisode de la première saison de la série Justice League Action diffusé en 2017.
En 2020, Alfred Molina lui prête sa voix le temps de deux épisodes de la deuxième saison de la série d'animation  Harley Quinn.

### Cinéma
| |  |  |
| Le massif acteur austro-américain Arnold Schwarzenegger porte le costume de Mr. Freeze dans le film Batman & Robin de Joel Schumacher. |  |  |

Sous les traits de l'acteur Arnold Schwarzenegger, le personnage apparait en 1997 au cinéma dans le film Batman & Robin de Joel Schumacher. Les origines du personnages se basent sur celles de la série d'animation Batman de 1992. Considéré comme un échec au box office, le film se fait torpiller par les critiques professionnels et par le public,,.

### Vidéo
Michael Ansara reprend en 1998 le personnage dans le film d'animation Batman and Mr Freeze: SubZero de Boyd Kirkland. Second long-métrage lié à la série Batman de 1992, le film sort uniquement en vidéo contrairement à son prédécesseur, Batman: Mask of the Phantasm, qui connait en 1993 une sortie sur grand écran. Bien accueilli sans rencontrer le même succès que son prédécesseur, le film, raconte le retour de Mr. Freeze qui enlève Barbara Gordon / Batgirl afin de lui prélever ses organes pour les transplanter à sa femme Nora.
Il apparait dans les films d'animation Justice League: Gods and Monsters, (2015), Batman Unlimited: Mech vs. Mutants (2016) et  Batman vs. Teenage Mutant Ninja Turtles (2019).
En 2016 et 2017, il fait des apparitions silencieuses dans les films d'animation Batman: Return of the Caped Crusaders et  Batman vs. Two-Face qui sont basés sur la série Batman de 1966. Il en était de même en 2009 dans Superman/Batman: Public Enemies, ainsi que plus tard, en 2019, dans le film d'animation Batman Hush.

### Jeux vidéo

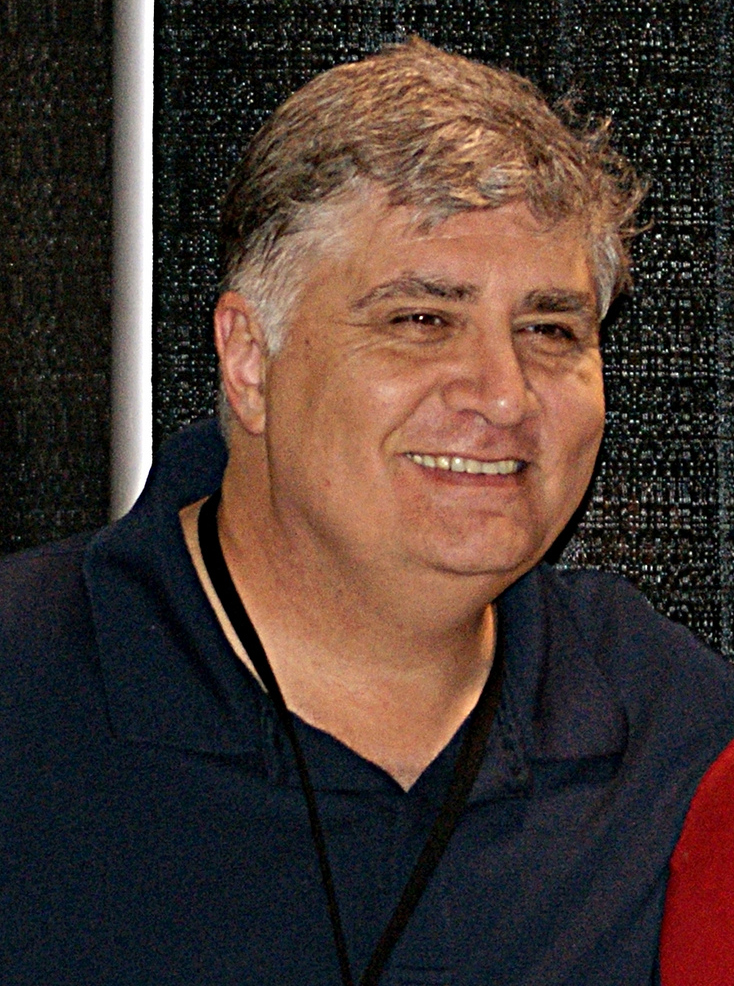
Personnage récurrent des jeux Batman: Arkham, Mr. Freeze y est interprété par Maurice LaMarche.

Il apparait dans les jeux du DC Animated Universe, Batman: The Animated Series, Batman & Robin et Batman Vengeance. Il apparait également dans le jeu Batman: Dark Tomorrow.
Il apparait dans les jeux basés sur les jouets Lego, Lego Batman : Le Jeu vidéo, Lego Batman 2: DC Super Heroes et Lego Batman 3 : Au-delà de Gotham.
Le personnage apparait notamment dans les trois derniers jeux de la franchise Batman: Arkham, avec Maurice LaMarche pour lui prêter sa voix tout du long. Il est dans un premier temps introduit en 2011 dans le second volet, Batman Arkham City. Trois ans plus tard, en 2014, il fait son retour dans le contenu téléchargeable Cold, Cold Heart qui se déroule après les évènements de Batman: Arkham Origins, préquelle des deux premiers volets. L'histoire se déroule durant le réveillon du jour de l'An et est basée en partie sur l'épisode Heart of Ice (en) de la série d'animation Batman de 1992, reprenant notamment des éléments des origines du personnage, dont Ferris Boyle. Conclusion de l'aventure Batman: Arkham, Batman: Arkham Knight comprend notamment le contenu téléchargeable Saison de l'Infamie sorti le 22 décembre 2015. Ce dernier  comprend quatre missions centrées respectivement sur le Chapelier fou , Killer Croc, Ra's al Ghul et Mr. Freeze. Intitulé In From the Cold, le contenu montre son retour à Gotham City car la milice de l'Arkham Knight (en) a kidnappé sa femme Nora pour l'obliger à les aider à capturer Batman.
Mr. Freeze est également une apparence du Captain Cold dans le jeu de combat Injustice 2 sorti en 2017, suite de  Injustice : Gods Among Us sorti en 2013.